# Eumops dabbenei
Eumops dabbenei es una especie de murciélago de la familia Molossidae.

## Distribución geográfica
Se encuentra en dos zonas distintas en Venezuela, Colombia, Brasil, Argentina Bolivia y Paraguay.